# Zakum
Koordinaten: 24° 58′ 29″ N, 53° 40′ 47″ O
Das Ölfeld Zakum ist ein Offshore-Erdölfeld des Scheichtums Abu Dhabi, das 60 km nördlich der Küste im Persischen Golf liegt, Zakum ist eines der größten Erdölfelder der Welt. Die Bohrungen begannen im April 1963 mit der Bohrinsel 'Zakum One'. Die Erschließung erfolgt durch die Zakum Development Company (ZADCO), einem Gemeinschaftsunternehmen der Abu Dhabi National Oil Company (ADNOC) und der Japan Oil Development Company (JODCO). Das geförderte Öl wird über Rohrleitungen zu den Verladehäfen der Inseln Zirku (Upper Zakum field) bzw. Das (Lower Zakum field) transportiert und von dort exportiert.